# Heterophasia annectens
La sibia dorsirrufa (Heterophasia annectens) es una especie de ave paseriforme de la familia Leiothrichidae propia del sureste de Asia.
Se encuentra en Bután, China, India, Laos, Birmania, Nepal, Tailandia, y Vietnam.
Sus hábitats naturales son los bosques húmedos tropicales y subtropicales.